# Чивадзе Олександр Ґабріелович
Олекса́ндр Ґабріе́лович Чива́дзе (рос. Александр Габриэлович (Гаврилович) Чивадзе, груз. ალექსანდრე ჩივაძე; нар. 8 квітня 1955, Клухорі, Клухорський район, Ставропольський край, Російська РФСР, СРСР) — радянський і грузинський футболіст і тренер.
Всю кар'єру провів у «Динамо» (Тбілісі). Зіграв 49 матчів у складі збірної Радянського Союзу (забив 3 м'ячі), був її капітаном у 1981—1984 роках. Найкращий футболіст Радянського Союзу 1980 року. Володар Кубка володарів кубків-1981. Учасник чемпіонату світу-1982. Один з найкращих оборонців в історії радянського футболу. Увійшов до символічної збірної Грузії XX сторіччя. Почесний громадянин Тбілісі (2016).

## Титули та досягнення
- Чемпіон СРСР: 1978
- Кубок СРСР: 1976 та 1979
- Кубок володарів кубків: 1981
- найкращий футболіст СРСР 1980
- учасник чемпіонату світу 1982
- Бронзовий олімпійський призер: 1980